# Zhoukou
Zhoukou (chiń. 周口; pinyin Zhōukǒu) – miasto o statusie prefektury miejskiej we wschodnich Chinach, w prowincji Henan. W 2010 roku liczba mieszkańców miasta wynosiła 420 571. Prefektura miejska w 1999 roku liczyła 10 268 725 mieszkańców.